# Związek gmin Jestetten
Związek gmin Jestetten – związek gmin (niem. Gemeindeverwaltungsverband) w Niemczech, w kraju związkowym Badenia-Wirtembergia, w rejencji Fryburg, w regionie Hochrhein-Bodensee, w powiecie Waldshut. Siedziba związku znajduje się w miejscowości Jestetten, przewodniczącym jego jest Ira Salttler.
Związek zrzesza trzy gminy wiejskie:
- Dettighofen, 1 081 mieszkańców, 14,39 km²
- Jestetten, 5 128 mieszkańców, 20,63 km²
- Lottstetten, 2 161 mieszkańców, 13,39 km²